# Wirasaba
Wirasaba is een bestuurslaag in het regentschap Purbalingga van de provincie Midden-Java, Indonesië. Wirasaba telt 4468 inwoners (volkstelling 2010).